# Ugo Locatelli

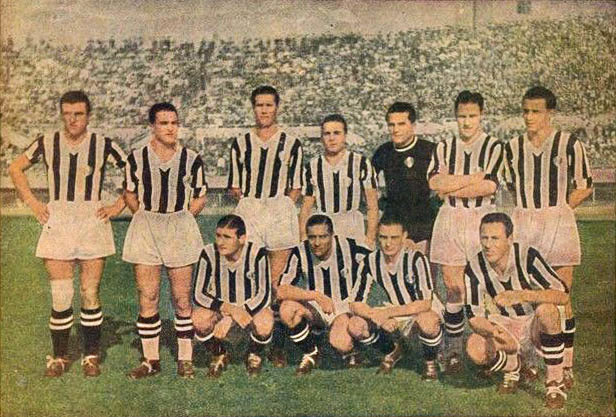
A Juventus na temporada 1942-43. Locatelli é o último jogador em pé, da esquerda para a direita.

Ugo Locatelli (Toscolano Maderno, 5 de fevereiro de 1916 - Turim, 28 de maio de 1993) foi um futebolista italiano titular da seleção de seu país campeã na Copa do Mundo FIFA de 1938, sendo o mais jovem dos titulares. Jogava no meio-campo. Locatelli já havia obtido dois anos antes a medalha de ouro no futebol nos Jogos Olímpicos de Verão de 1936, conquista que o credenciou à seleção principal. Por conta dessas conquistas, ele faz parte de uma seleta lista de futebolistas que foram Campeões Olímpicos e também da Copa do Mundo.
A nível de clubes, foi duas vezes campeão italiano pela Internazionale, então chamada Ambrosiana. Foi um dos três jogadores da equipe presentes entre os titulares da Itália na Copa de 1938, e o primeiro desses títulos italianos fez o time ultrapassar o rival Milan em número de conquistas na competição; e passou oito anos na Juventus, na década de 1940. Na época, não existia entre as duas equipes a rivalidade Derby D'Italia, que só se formou na década de 1960.

## Carreira clubística
Locatelli começou a carreira no Brescia. Em 1936, foi contratado pela Internazionale (então chamada Ambrosiana), após a temporada 1935-36, na qual defendera o Brescia. Já como jogador da Inter, disputou o futebol nos Jogos Olímpicos de Verão de 1936, em agosto.[carece de fontes?]
Pelo time de Milão, Locatelli foi duas vezes campeão do campeonato italiano. O primeiro veio imediatamente antes da Copa do Mundo FIFA de 1938, na temporada 1937-38, na qual atuou em todas as trinta rodadas. Foi o primeiro título italiano do clube em oito anos e o quarto no geral; foi a conquista que fez os nerazzurri superarem o rival Milan, então três vezes campeão. Ainda estavam abaixo dos nove do Genoa, dos sete de Juventus e Pro Vercelli e se igualavam aos quatro do Bologna, clube com o qual a Inter alternou-se nas conquistas entre 1936 e 1941.[carece de fontes?]
Na temporada seguinte, a de 1938-39, a Ambrosiana-Inter venceu, pela primeira vez, a Copa da Itália. Foi a única conquista interista nessa competição até 1978. Na temporada subsequente, a de 1939-40, Locatelli venceu pela segunda vez a Serie A, com a Inter voltando a igualar-se em títulos (cinco) ao Bologna, campeão italiano de 1938-39. Locatelli ausentou-se de apenas uma partida, jogando 29 das 30 rodadas da campanha campeã. A Inter só voltou a vencer o torneio em 1953.[carece de fontes?]
Locatelli transferiu-se à Juventus em 1941. Na época, Juve e Inter ainda não faziam o Derby D'Italia, rivalidade só fomentada na década de 1960. Em sua primeira temporada, a de 1941-42, Locatelli venceu a Copa da Itália. Foi a segunda conquista alvinegra nessa competição e serviu para fazê-la ultrapassar o rival Torino em número de títulos nesse torneio. A Juventus, todavia, não obteve nenhum título italiano entre 1935 e 1950. A década de 1940 foi marcada pela interrupção ocasionada pela Segunda Guerra Mundial e pelo domínio do Grande Torino, com o rival obtendo um pentacampeonato seguido na Serie A.[carece de fontes?]
Locatelli parou de jogar em 1949, após um exame médico detectar uma anomalia cardíaca que lhe impediria de manter a carreira, não chegando a participar da temporada 1949-50, justamente quando a Juventus voltou a ser campeã.[carece de fontes?]

## Seleção
Locatelli estreou pela seleção italiana já nas Olimpíadas de 1936, em 3 de agosto daquele ano, na vitória por 1-0 sobre os Estados Unidos em Berlim.[carece de fontes?] A Azzurra obteve o ouro e Locatelli foi integrado à seleção principal, assim como a dupla de zaga formada por Alfredo Foni e Pietro Rava; a seleção rejuvenesceu-se e foi bastante alterada em relação ao elenco campeão da Copa do Mundo FIFA de 1934, dali mantendo-se de titulares somente Giuseppe Meazza e Giovanni Ferrari. Era considerada ainda melhor que a de 1934.
Junto dos próprios Meazza e Ferrari, Locatelli foi um dos três jogadores da Ambrosiana-Inter titulares da Itália na Copa do Mundo FIFA de 1938, para a qual ele foi logo após ter sido campeão italiano de 1937-38. Havia sido a conquista que fez a Inter ultrapassar o rival Milan na Serie A.[carece de fontes?] Locatelli esteve em todas as partidas, permanecendo mesmo após uma estreia considerada decepcionante contra os noruegueses, com ele e todo o setor da retaguarda tendo grande desempenho sobretudo na meia hora da final, em que a Hungria esteve na maior parte do tempo perdendo por apenas 3-2 até Silvio Piola encerrar o placar em 4-2.
Após a Copa, Locatelli jogou outras onze vezes pela Azzurra, todas até 1940. A última foi em 1 de dezembro de 1940, em reencontro com a Hungria em Gênova, em empate em 1-1. Depois daquela partida, a seleção só outras duas vezes, ambas em 1942, até ser retomada em novembro de 1945,[carece de fontes?] em consequência da Segunda Guerra Mundial - conflito que também impediu que Locatelli eventualmente disputasse as hipotéticas Copas do Mundo de 1942 e 1946, para as quais a Itália era uma das seleções mais capacitadas a ganhar.

## Títulos

### Internazionale
- Campeonato Italiano de Futebol: 1937-38 e 1939-40
- Copa da Itália: 1938-39

### Juventus
- Copa da Itália: 1941-42

### Seleção Italiana
- Olimpíadas: 1936
- Copa do Mundo FIFA: 1938